# 7일의 왕비
《7일의 왕비》는 2017년 5월 31일부터 2017년 8월 3일까지 KBS 2TV에서 방영된 KBS 수목 미니시리즈인데 KBS 콘텐츠 자회사 '몬스터 유니온'의 첫 외주제작 드라마였다.
한편, 이진욱이 남자 주인공 물망에 올랐으나 비난 여론 때문에 스스로 포기했고 동시간대 SBS 《수상한 파트너》와 로맨스 부분이 겹쳤다는 등의 이유 탓인지 한자릿수 시청률로 기대 이하의 성적에 그쳤다.

## 줄거리
단 7일, 조선 역사상 가장 짧은 시간 동안 왕비 자리에 올랐다 폐비가 된 단경왕후 신씨와 중종의 로맨스를 그린 사극물.

## 등장 인물

### 주요 인물
- 박민영 : 신채경 역 (아역 박시은) - 신수근의 딸, 중전의 조카. 훗날 단경왕후
- 연우진 : 이역 역 (아역 최정후, 백승환) - 조선의 왕제, 이융의 이복동생. 훗날 조선의 제11대 왕 중종
- 이동건 : 이융 역 (아역 안도규, 이승우) - 조선의 제10대 왕 연산군이자 이역의 이복형

### 왕권파
- 장현성 : 신수근 역 - 좌의정
- 강신일 : 임사홍 역 - 도승지
- 손은서 : 장녹수 역 - 이융의 후궁
- 송지인 : 신비 역 - 조선의 국모, 채경의 고모
- 김정영 : 권씨 역 - 신수근의 아내, 채경의 엄마

### 반정파
- 도지원 : 자순대비 역 - 성종의 계비, 진성대군 이역의 친모, 이융의 계모
- 황찬성 : 서노 역 (아역 최민영) - 역의 진정한 벗
- 고보결 : 윤명혜 역 (아역 박서연) - 훈구대신 박원종의 조카
- 박원상 : 박원종 역 - 오위부 부총관(정2품). 명혜의 외숙부
- 강기영 : 조광오 역 (아역 정유안) - 이 역의 벗
- 김민호 : 백석희 역 (아역 조병규) - 이 역의 벗

### 조정 대신들
- 유형관 : 유순정 역 - 병조판서(정2품)
- 유승봉 : 유자광 역 - 병조참판(종2품)
- 이화룡 : 성희안 역 - 이조참판 겸 오위부도총관(정2품)

### 그 외 인물
- 염혜란 : 채경의 유모 역
- 유민규 : 기룡 역 - 융의 호위무사. 내금위군(수장, 종2품)
- 최승경 : 김내관 역 - 승전 내관(상전, 정4품)
- 허성태 : 무뢰배 수장 역
- 김정학 : 성종 역
- 김기천 : 막개 역 - 서노의 아버지
- 윤인조 : 대비전 최상궁 역
- 김영선
- 송경화
- 임정옥
- 이재우
- 박재근 : 호위무사 역
- 전성일
- 윤종원 : 대명 역
- 박용진 : 송내관 역
- 진현광 : 수문장 역
- 최희도
- 진혜경

### 특별출연
- 우희진 : 폐비 윤씨 역

## 시청률
최저 시청률과 최고 시청률은 시청률 조사회사와 지역별로 시청률에 차이가 있을 수 있습니다.
| 2017년      | 2017년      | 2017년         | 2017년       | 2017년         | 2017년       |
| 회차        | 방송일      | TNmS 시청률    | TNmS 시청률  | AGB 시청률     | AGB 시청률   |
| 회차        | 방송일      | 대한민국(전국) | 서울(수도권) | 대한민국(전국) | 서울(수도권) |
| ----------- | ----------- | -------------- | ------------ | -------------- | ------------ |
| 제1회       | 5월 31일    | 5.4%           | 5.6%         | 6.9%           | 6.7%         |
| 제2회       | 6월 1일     | 5.1%           | 5.2%         | 5.7%           | 5.6%         |
| 제3회       | 6월 7일     | 5.3%           | 5.5%         | 6.5%           | 6.3%         |
| 제4회       | 6월 8일     | 5.3%           | 5.6%         | 6.5%           | 6.8%         |
| 제5회       | 6월 14일    | 6.6%           | 7.0%         | 6.9%           | 6.5%         |
| 제6회       | 6월 15일    | 5.4%           | 5.5%         | 6.1%           | 6.2%         |
| 제7회       | 6월 21일    | 5.5%           | 5.6%         | 5.2%           | 5.3%         |
| 제8회       | 6월 22일    | 5.4%           | 5.7%         | 5.4%           | 5.8%         |
| 제9회       | 6월 28일    | 5.3%           | 5.5%         | 4.7%           | 5.1%         |
| 제10회      | 6월 29일    | 4.3%           | 4.9%         | 4.4%           | 5.0%         |
| 제11회      | 7월 5일     | 4.5%           | 5.3%         | 4.4%           | 5.4%         |
| 제12회      | 7월 6일     | 4.6%           | 4.8%         | 4.6%           | 4.9%         |
| 제13회      | 7월 12일    | 4.3%           | 4.4%         | 4.3%           | 4.5%         |
| 제14회      | 7월 13일    | 4.5%           | 5.2%         | 4.7%           | 5.4%         |
| 제15회      | 7월 19일    | 6.7%           | 7.0%         | 6.7%           | 6.4%         |
| 제16회      | 7월 20일    | 6.3%           | 6.5%         | 6.3%           | 6.1%         |
| 제17회      | 7월 26일    | 5.9%           | 6.1%         | 6.5%           | 6.2%         |
| 제18회      | 7월 27일    | 7.6%           | 8.1%         | 7.7%           | 7.2%         |
| 제19회      | 8월 2일     | 6.6%           | 7.5%         | 7.1%           | 6.2%         |
| 제20회      | 8월 3일     | 7.6%           | 8.2%         | 7.6%           | 7.0%         |
| 평균 시청률 | 평균 시청률 | 5.6%           | 6.0%         | 5.9%           | 5.9%         |

## OST

### Part. 1
| #  | 제목                     | 작사   | 작곡             | 편곡   | 재생 시간 |
| -- | ------------------------ | ------ | ---------------- | ------ | --------- |
| 1. | 〈눈부신 그대〉 (유연정) | 이나영 | Lovelyee, 회장님 | 회장님 | 3:10      |
| 2. | 〈눈부신 그대 (Inst.)〉  | -      | Lovelyee, 회장님 | 회장님 | 3:10      |

### Part. 2
| #  | 제목                                       | 작사        | 작곡        | 편곡        | 재생 시간 |
| -- | ------------------------------------------ | ----------- | ----------- | ----------- | --------- |
| 1. | 〈No matter how hard I try〉 (Yael Meryer) | Yael Meryer | Yael Meryer | Yael Meryer | 4:00      |
| 2. | 〈No matter how hard I try (Inst.)〉       | -           | Yael Meryer | Yael Meryer | 4:00      |

### Part. 3
| #  | 제목                             | 작사   | 작곡           | 편곡         | 재생 시간 |
| -- | -------------------------------- | ------ | -------------- | ------------ | --------- |
| 1. | 〈또한번 사랑해〉 (디어클라우드) | 이나영 | 박수석, 김문철 | 디어클라우드 | 3:57      |
| 2. | 〈또한번 사랑해 (Inst.)〉        | -      | 박수석, 김문철 | 디어클라우드 | 3:57      |

### Part. 4
| #  | 제목                       | 작사   | 작곡             | 편곡             | 재생 시간 |
| -- | -------------------------- | ------ | ---------------- | ---------------- | --------- |
| 1. | 〈그리고 그려도〉 (정기고) | 이나영 | 김진훈, Realmeee | 김진훈, Realmeee | 3:37      |
| 2. | 〈그리고 그려도 (Inst.)〉  | -      | 김진훈, Realmeee | 김진훈, Realmeee | 3:37      |

### Part. 5
| #  | 제목                       | 작사               | 작곡       | 편곡       | 재생 시간 |
| -- | -------------------------- | ------------------ | ---------- | ---------- | --------- |
| 1. | 〈달빛이 내릴 때〉 (프롬)  | 슈퍼싸운드, 박소하 | 슈퍼싸운드 | 슈퍼싸운드 | 3:25      |
| 2. | 〈달빛이 내릴 때 (Inst.)〉 | -                  | 슈퍼싸운드 | 슈퍼싸운드 | 3:25      |

## 동시간대 드라마
- SBS 수목드라마

《수상한 파트너》 (2017년 5월 10일 ~ 2017년 7월 13일)
《다시 만난 세계》 (2017년 7월 19일 ~ 2017년 9월 21일)
- MBC 수목드라마

《군주 - 가면의 주인》 (2017년 5월 10일 ~ 2017년 7월 13일)
《죽어야 사는 남자》 (2017년 7월 19일 ~ 2017년 8월 24일)

## 수상 경력
- 2017년 KBS 연기대상 중편드라마 부문 남자우수상 이동건